# Fuet

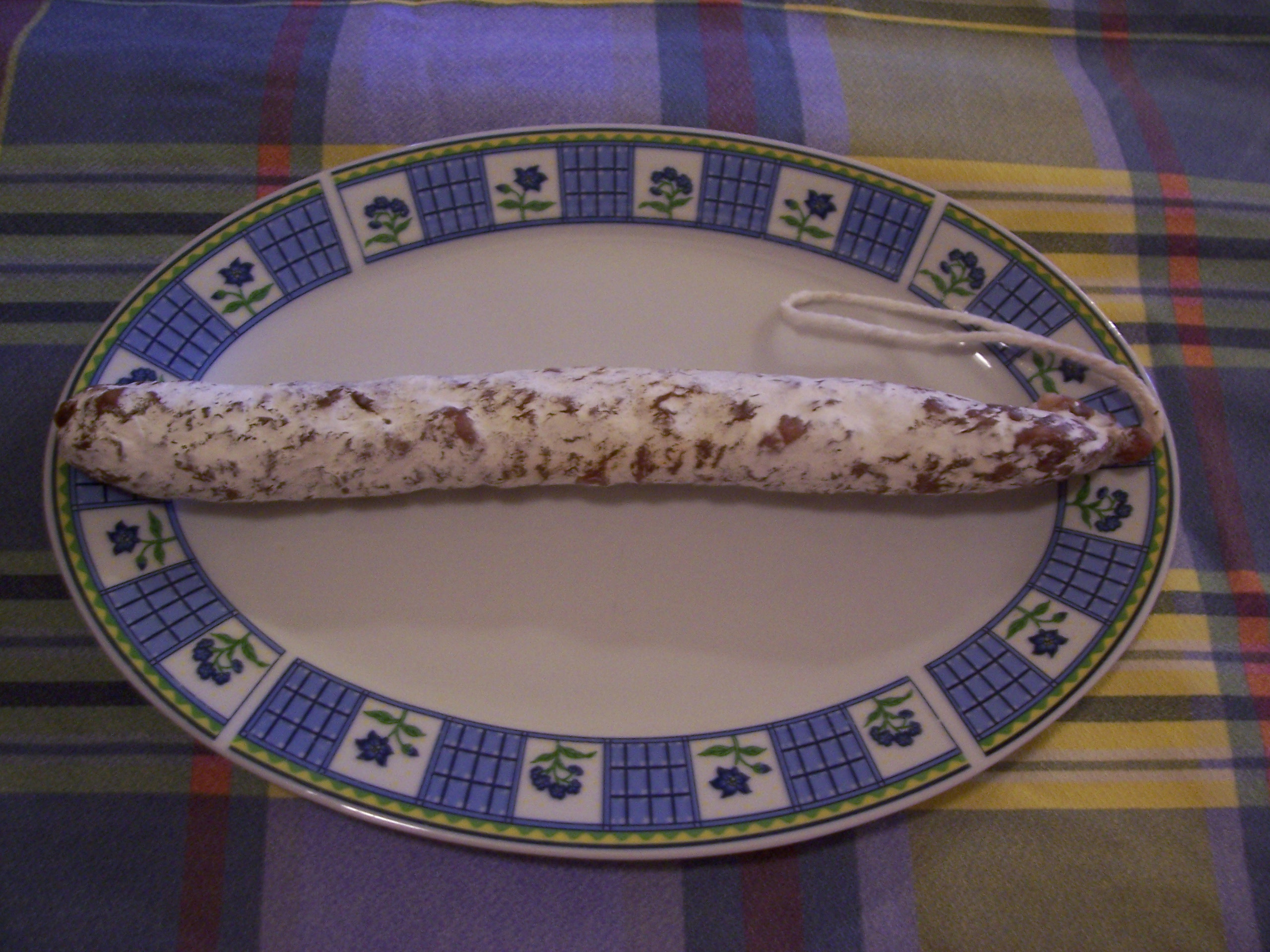
Fuet wraz ze sznurkiem służącym do wieszania go w czasie suszenia

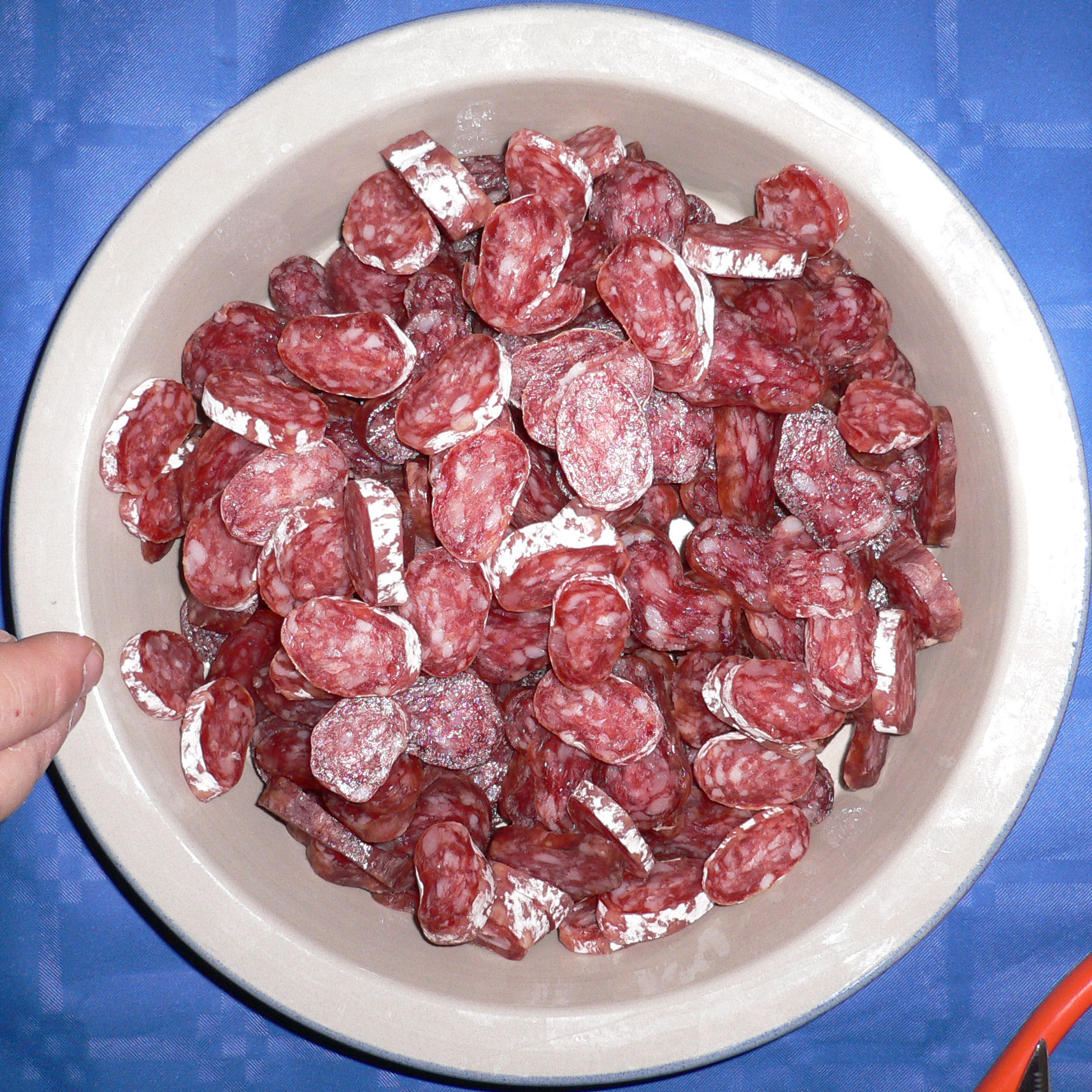
Fuet pokrojony w plasterki

Fuet – wyrabiana ręcznie kiełbasa wieprzowa w naturalnym flaczku z jelita cienkiego, charakteryzująca się długim, wąskim kształtem, chropowatą powierzchnią oraz słodkim, lekko pieprzowym smakiem. Do produkcji fuet stosuje się także boczek, a jako przyprawy dodawane są: pieprz czarny, czosnek, goździki i nasiona kolendry siewnej. Na wyprodukowanie 100 gramów fuet zużywa się 155 g świeżego mięsa. Podczas suszenia i dojrzewania pokrywa się pleśnią Penicillium, która wzbogaca jej pikantny smak. Pleśń na fuet należy do tego samego gatunku (Penicillium camemberti), co pleśń spotykana na serach: camembert i brie. Pleśń jest żywa i wymaga dostępu powietrza. Brak wystarczającej ilości tlenu powoduje obumieranie pędzlaka i zanikanie warstwy pleśniowej. Ze względu na wysuszenie kiełbasę cechuje duża twardość. Bywa przyrównywana do salami.
Fuet jest tradycyjnym wyrobem katalońskim, związanym z miastem Vic i należącym do niego powiatem (comarca) Osona. W języku katalońskim fuet znaczy bat.
Fuet można spożywać na kanapkach, dodawać do zupy lub grillować, a także przyrządzać małe przekąski, np. krojąc grube plastry fuet (około 1,5–2 cm) i nadziewając na drewniane wykałaczki w połączeniu z marynowanymi (ewentualnie nadziewanymi) zielonymi lub czarnymi oliwkami. Do przekąsek z fuet można serwować sherry.
Skórka z pleśnią, w której znajduje się fuet, powinna być miękka i pokryta wyłącznie białym nalotem, nalot innego koloru świadczy o tym, że kiełbasa była źle przechowywana – w zbyt wilgotnym pomieszczeniu – i nie jest pożądany. Skórka jest jadalna, ale opinie na temat jej spożywania są podzielone. Zwolennicy fuet ze skórką twierdzą, że odpowiada ona za wykwintny smak, podczas gdy inni obierają fuet ze skórki przed przystąpieniem do dalszej obróbki kulinarnej.
Fuet należy przechowywać w lodówce, lecz zapewnić dostęp powietrza, albowiem pleśń na skórce jest żywa, dopiero na kilka dni przed konsumpcją umieścić (powiesić) w temperaturze pokojowej, aby dalej podsuszyć kiełbaskę. Fuet jest tym twardszy i ma tym bardziej wyraźny smak, im dłuższy był proces dojrzewania i suszenia.
Oryginalna katalońska kiełbaska fuet dostępna w supermarketach jest szczelnie zapakowana wraz z powietrzem w opakowanie z grubej folii plastikowej. Przy jednym z końców fuet znajduje się sznureczek, który umożliwia powieszenie kiełbaski po wyjęciu z opakowania i dalsze podsuszenie.